# Saving Jessica Lynch
Saving Jessica Lynch (Rescatando a Jessica Lynch en español) es una película bélica basada en hechos reales que retrata la captura y rescate de la soldado de primera clase Jessica Lynch, quien fue capturada como prisionera por insurgentes de Irán durante un combate en Nasiriyah, en la fase de la invasión de Irak de 2003. La película fue producida por la NBC, estrenada el 9 de noviembre de 2003 en Estados Unidos.

## Argumento
Los hechos están cubiertos por un velo de misterio. El 23 de marzo de 2003, Jessica Lynch (Laura Regan), una soldado de 19 años del Ejército de los Estados Unidos, cayó en una emboscada junto a su unidad por parte del agonizante ejército de Irán. Once de sus compañeros murieron en la acción y seis fueron hechos prisioneros. Nueve días más tarde, una escuadra de la avanzada estadounidense entró en el hospital donde convalecía Jessica y la liberó.

## Polémica por propaganda gubernamental fílmica
La naturaleza de la liberación todavía no ha sido suficientemente esclarecida. Mientras que el ejército asegura que fue una operación dramática con brigadas entrando a sangre y fuego, otras fuentes afirman que la única resistencia que encontraron las tropas de asalto fue la de unos pocos médicos que les ignoraron al estar trabajando.
La versión oficial aseguraba que la soldado, había luchado sin descanso hasta agotar sus balas, por lo que fue distinguida con tres medallas. Pero en la entrevista que le hicieron, ella señala que no disparó ni un solo tiro porque su arma se atascó y que sus heridas podrían proceder del choque de su vehículo durante la batalla. Tampoco recuerda haber sido violada, como asegura el parte médico de los doctores militares que la revisaron después de su rescate; ni entiende por qué el ejército fue a rescatarla con cámara de filmación en mano.
Pese a la confusión, El Pentágono explotó al máximo las posibilidades melodramáticas del caso. La compasión que inspiró esta pequeña combatiente, cuyo rescate fue transmitido en “prime time” de televisión, era mucho más poderosa en la opinión pública,  que los argumentos de los intelectuales y otros núcleos críticos, que alertaban sobre la irracionalidad de una guerra innecesaria. La fragilidad de Jessica y el estado lastimoso en que se encontraba cuando fue rescatada, resultaron irresistibles para los guionistas a sueldo de la cúpula militar. Las imágenes de Jessica hicieron más por el fervor patriótico que los discursos de Donald Rumsfeld, el secretario de Defensa. La manipulación con la que trató El Pentágono esta historia, podría quedar en entredicho en el día de los Veteranos, fecha que ha elegido Jessica Lynch para la publicación de su libro “Yo también soy un soldado”, por el cual ha recibido un millón de dólares y cuyo contenido sigue siendo un misterio.

## Reparto
| Actor o actriz   | Personaje interpretado          |
| ---------------- | ------------------------------- |
| Laura Regan      | Soldado Jessica Lynch           |
| Nicholas Guilak  | Mohammed Al-Rehaief             |
| Brent Sexton     | Greg Lynch Sr.                  |
| Mark Moses       | Lugarteniente                   |
| Benjamin King    | Primer Sargento Robert J. Dowdy |
| Cystle Lightning | Soldado Lori Piestewa           |
| Susan Pari       | Iman Al-Rehaief                 |
| Denise Lee       | SPC Shoshana Johnson            |
| Brent Anderson   | Capitán Troy King               |
| Reed Frerichs    | Soldado Dale Nace               |
| Navid Negahban   | Fedayeen Colonel                |
| Michael Rooker   | Coronel Curry                   |
| Lina Patel       | Dr. Hamida                      |
| Cristina Campos  | Abeer                           |
| Amy Jones        | Dee Lynch                       |
| Rafael Tamayo    | SPC Edgar Hernández             |
| Dak Rasheta      | Sargento James Riley            |
| Oliver Tull      | Sargento George Buggs           |